# 鷹巣城 (美作国)
鷹巣城（たかのすじょう）、または鷹之巣城 は、岡山県美作市海田にあった日本の城。

## 概要
赤松山から北東に延びる稜線途中の、標高327ートルのピークに位置する山城で、東西150メートル、南北45メートルの城域を持つ。最高部に東西26メートル、南北12メートルの本曲輪が存在し、西側稜線に7段、南側斜面に3段、東側稜線に2段の帯曲輪が連なる。曲輪群や狼煙台跡のほか、東側稜線に堀切が残る。
津山藩士の正木輝雄が文化12年（1815年）から文政6年（1823年）頃にかけ編纂した『東作誌』や『古城之覚（森家先代実録 美作国古城并城主之覚）』によると、城主は江見次郎または江見元盛とされ、天正7年（1579年）の宇喜多直家による美作侵攻の際、三星城攻略を狙う延原景光がこれを攻めて陥落させたという。

## 鷹巣城の攻防戦
美作国に侵攻した宇喜多勢の延原景光は、天正7年（1579年）の春、海田村の鷹巣城の攻城にとりかかった。対する鷹巣城には、倉敷城（林野城）主・江見市之丞と矢櫃城主・江見次郎の兄弟が入り、以下城兵300人余りが充てられた。
宇喜多の軍勢を迎え撃つため、防衛側は城へ上る坂道に竹の皮を敷き詰め、敵兵が容易に城に攻め上れないようしたが、宇喜多軍は懐柔した近隣の百姓たちに、竹の皮に火を放たせてから城に攻め入った。城は火に包まれ、城兵たちは善戦したがやむなく城から敵の中に打って出た。
この時、江見の重臣である清水帯刀が、宇喜多家中の池土佐守に討たれて首を取られたが、駆けつけた清水の家来広田七兵衛が逆に池土佐守に切りかかり組打った。
城将である江見兄弟は海田村卒塔婆先で討ち死にするが、城兵隊も宇喜多勢に追われながら攻防を繰り返し、海田村は激戦地となった。この戦いで城の近くに49あったと言われる大山の坊も焼き尽くされた。
なお『日本城郭大系』では前述『東作誌』に見える天正7年（1579年）の攻城記録と同じ出来事を記載するものの、津山市刊行の『美作国の山城 改訂版』や、岡山県古代吉備文化財センター刊行の『岡山県中世城館跡総合調査報告書』では同記事を引用せず、永禄11年（1568年）頃に当時19歳の花房職秀が、「作州たかのすと申す山城」で城主「ゑミの次郎」らを討ったという『花房家記事』等に見える記事をあげており、落城時の記録について相違が見られる。

## 画像

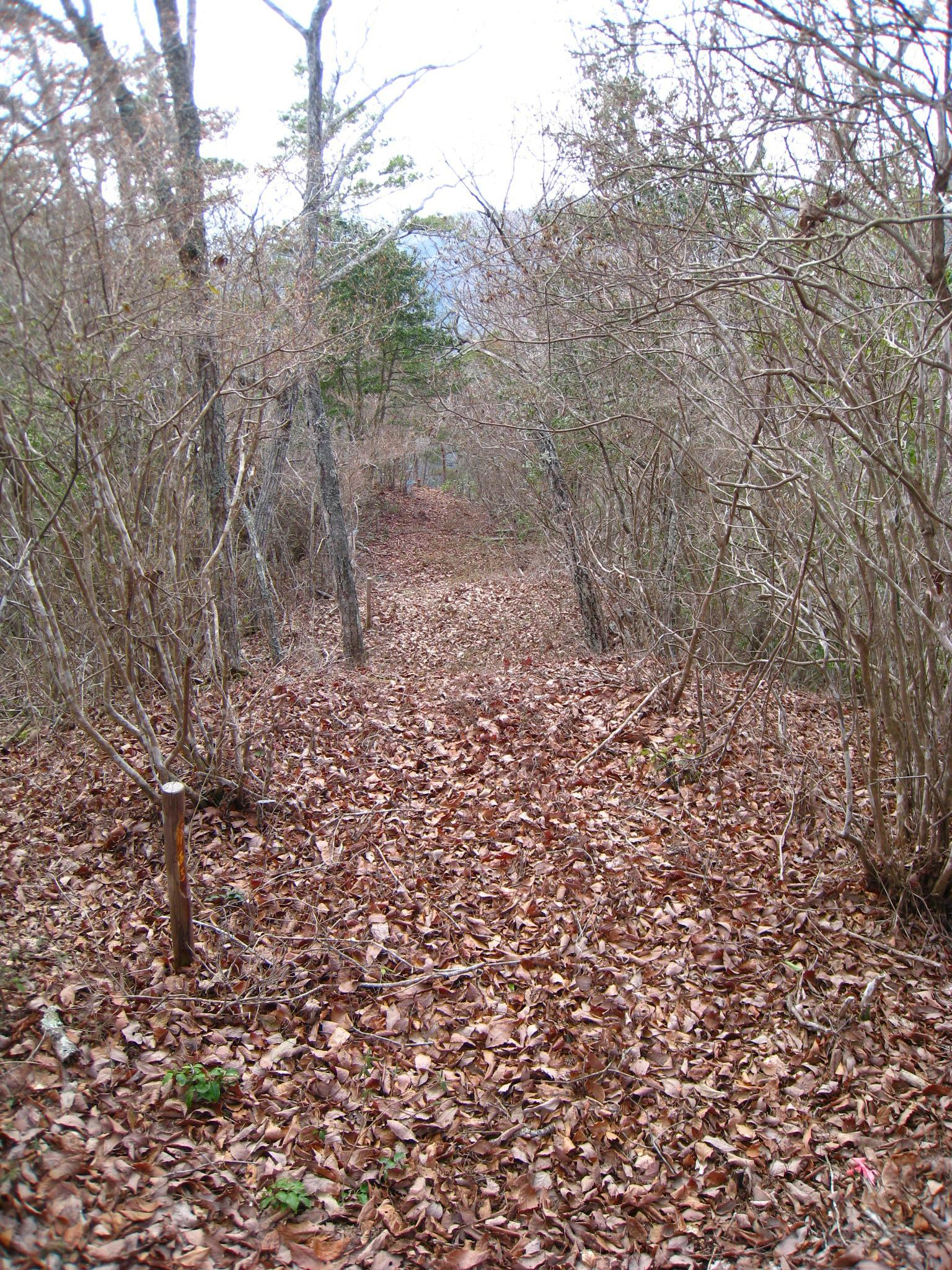
5郭より6郭と7郭を望む
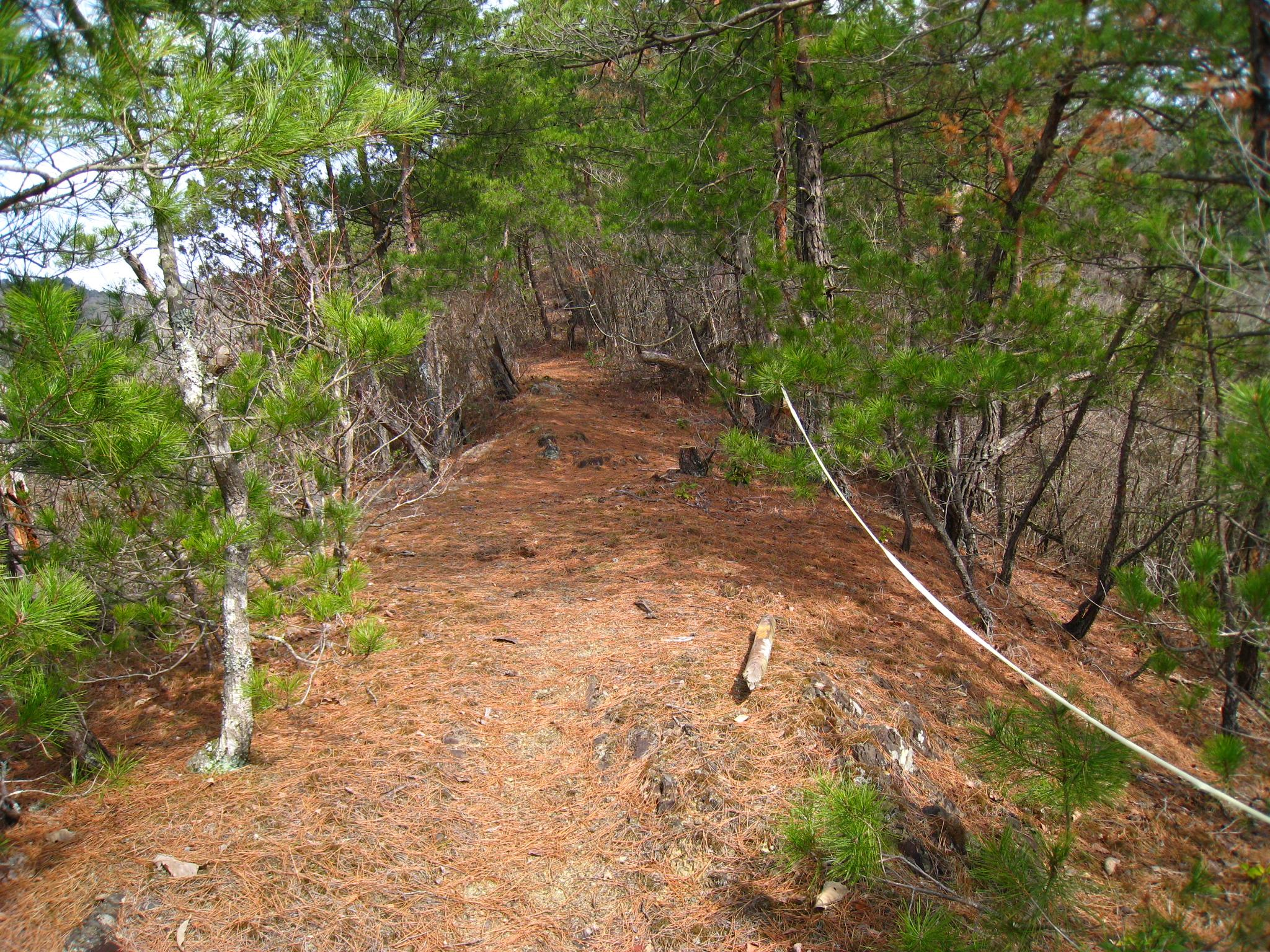
8郭
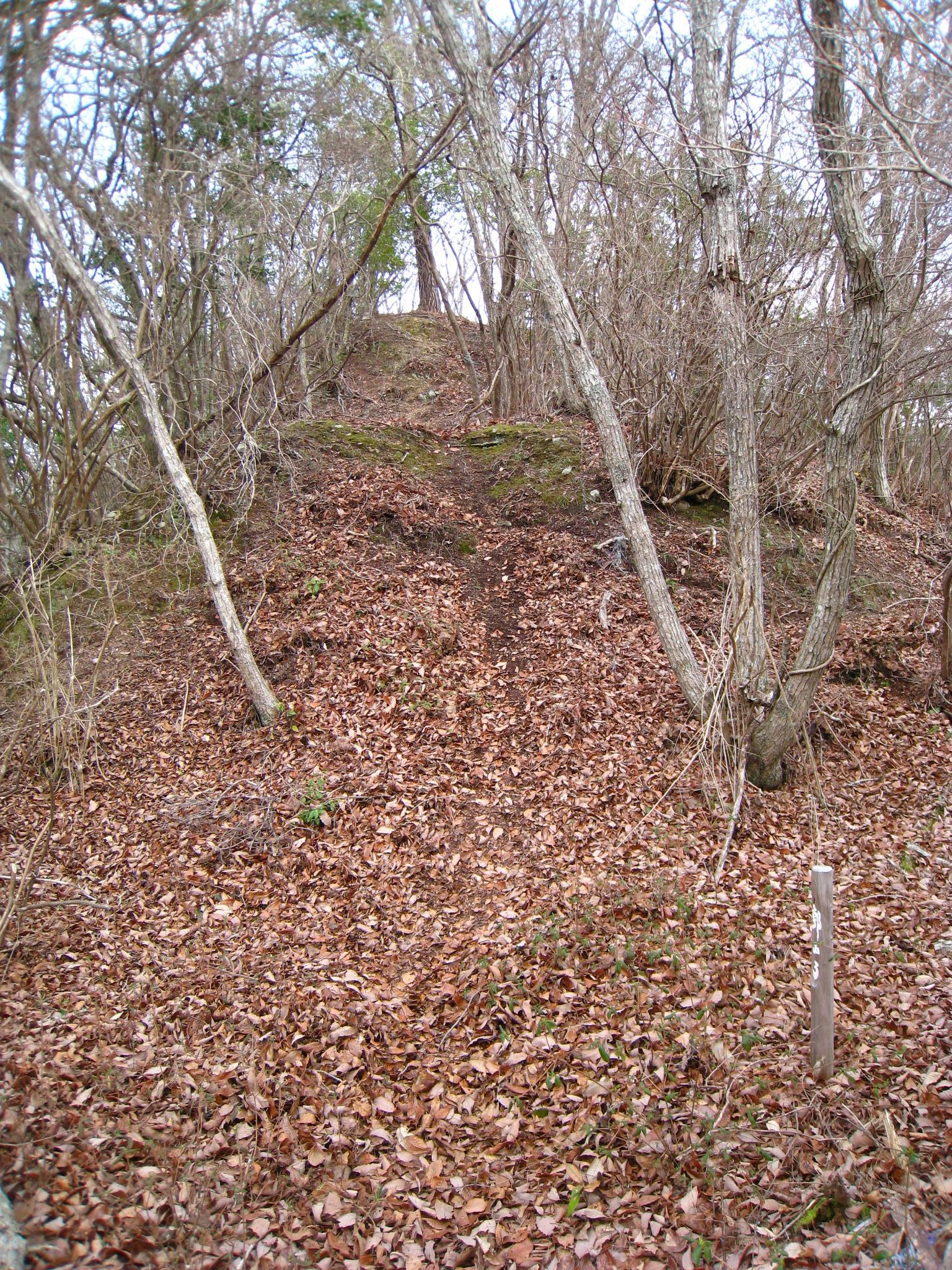
3郭より2郭と主郭を見る
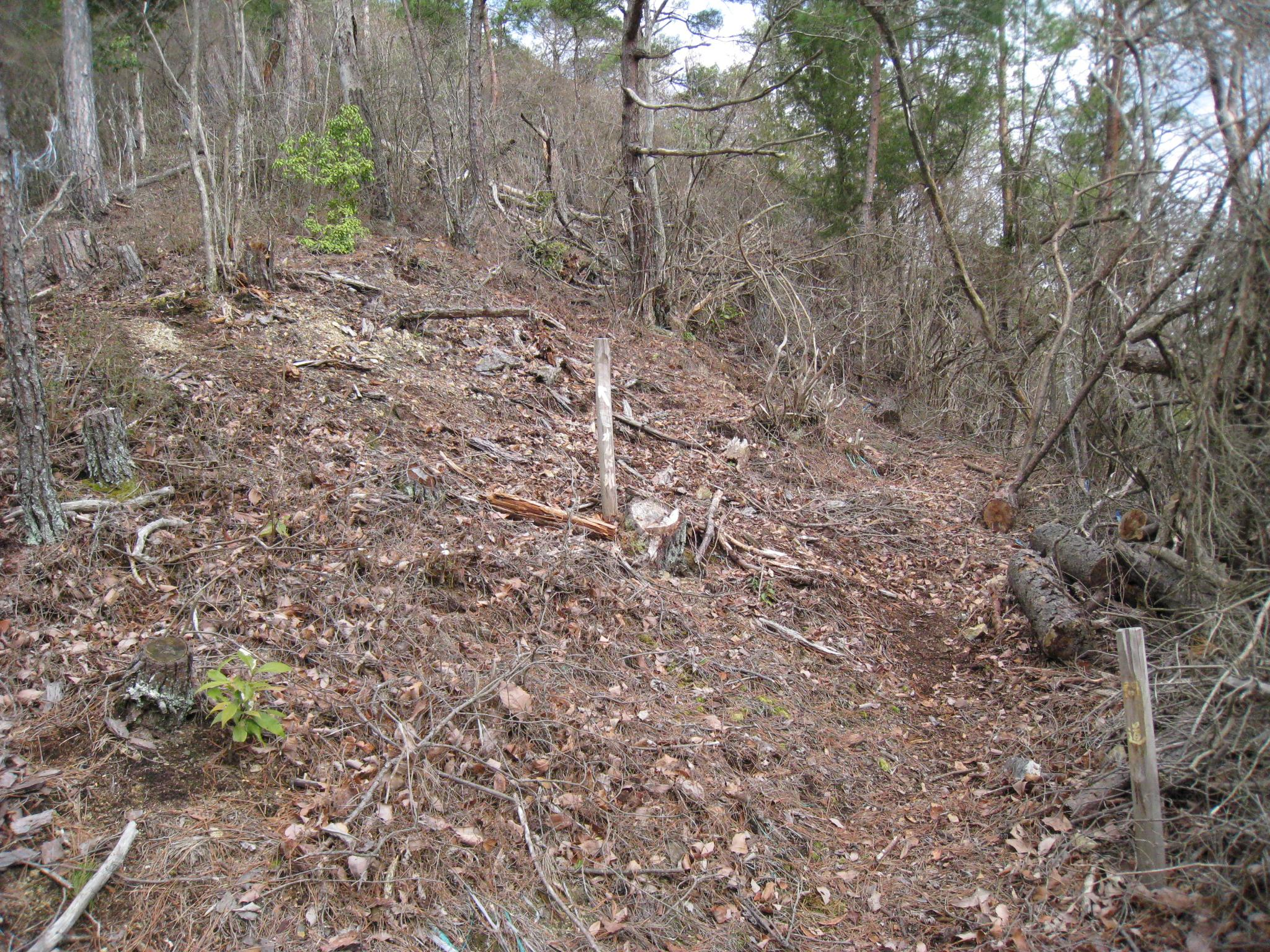
間道と本道の分岐点